# 駁二大義駅
駁二大義駅（ばくにだいぎえき）は台湾高雄市塩埕区新化里にある高雄捷運環状軽軌の駅。駅番号はC12。駁二芸術特区内に位置する。

## 駅構造
相対式ホーム2面2線の地上駅。
| 地上                                       |                                                |
| 歩道                                       |                                                |
| 相対式ホーム、右側のドアが開く。簡易改札機 |                                                |
| 内回り・下り                               | ←■環状軽軌哈瑪星・鼓山区公所方面（駁二蓬萊駅） |
| 外回り・上り                               | →■環状軽軌籬仔内・凱旋公園方面（真愛碼頭駅）→  |
| 相対式ホーム、右側のドアが開く。簡易改札機 |                                                |
| 歩道                                       |                                                |

## 歴史
- BOT方式での計画時は駁二芸術特区駅という仮称だった
- 2013年6月4日 - 起工[1]。
- 2015年3月29日 - 駅名が「駁二大義」に決定[2][註 1]。
- 2017年
  - 6月30日 - 開業[3]。
  - 9月26日 - 哈瑪星駅まで延伸、第1期区間正式開業[4]。

## 駅周辺

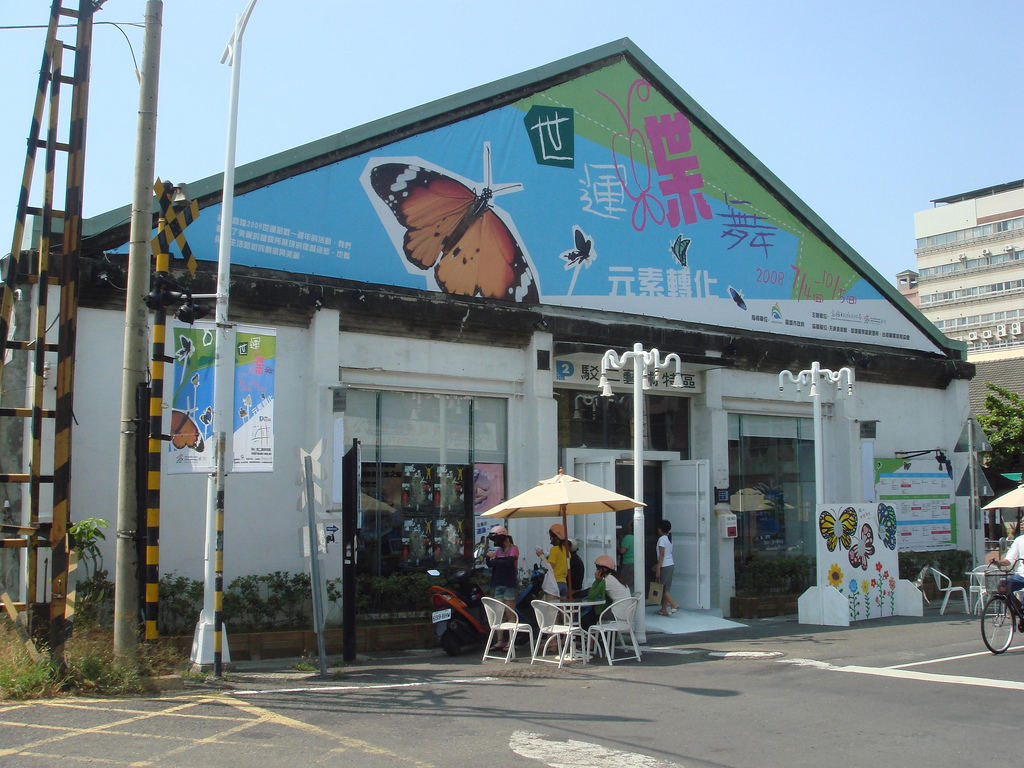
駁二芸術特区
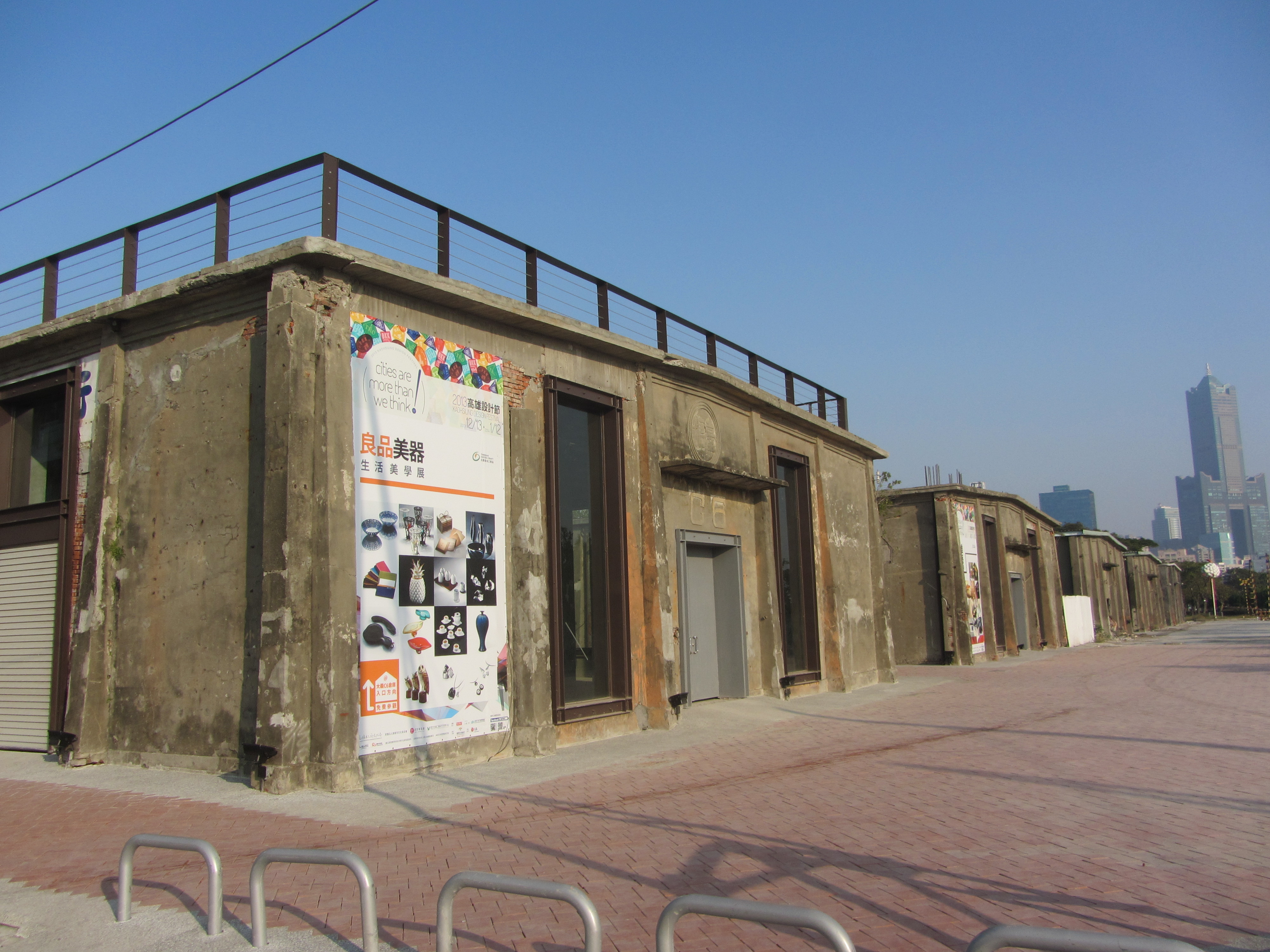
駁二芸術特区・大義倉庫群。右端に見える高いビルは高雄85ビル
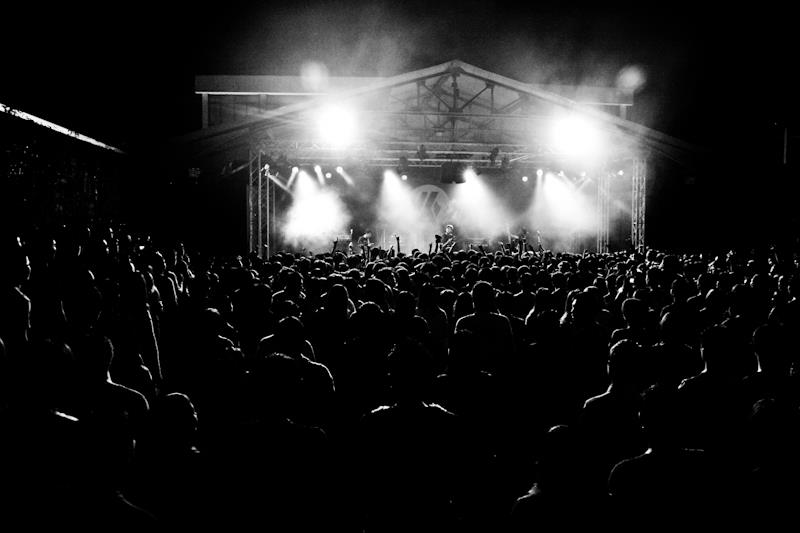
月光劇場（ライブハウス）
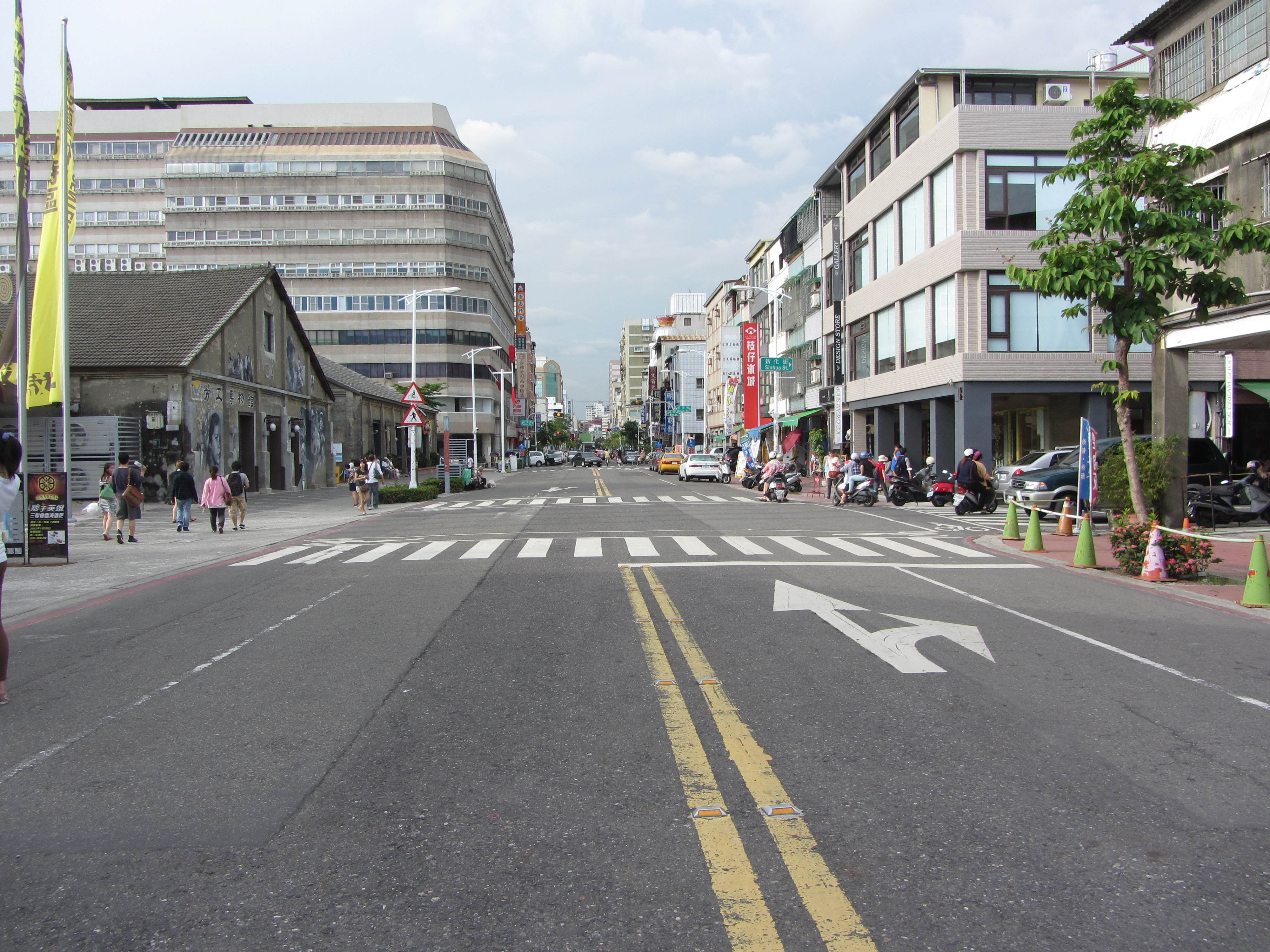
大勇路
  - 大義倉庫群
  - 大勇倉庫群
  - 大港橋（中国語版）

- 駁二芸術特区
- 駁二芸術特区・大義倉庫群。右端に見える高いビルは高雄85ビル
- 月光劇場（ライブハウス）
- 大勇路

## バス
高雄市公車
| 系統                   | 事業者   | 区間                        | 備考                                    |
| ---------------------- | -------- | --------------------------- | --------------------------------------- |
| 0北                    | 漢程客運 | 金獅湖站 - 金獅湖站         | 時計回り環状、二段運賃。                |
| 0南                    | 漢程客運 | 金獅湖站 - 金獅湖站         | 反時計回り環状、二段運賃。              |
| 11                     | 統聯客運 | 瑞豊站 - 捷運鹽埕埔駅       |                                         |
| 24B                    | 高雄客運 | 楠梓 - 捷運鹽埕埔駅         | 例假日停駛。二段運賃。                  |
| 25                     | 統聯客運 | 瑞豊站 - 歴史博物館         | 二段運賃。                              |
| 33                     | 漢程客運 | 金獅湖站 - 鹽埕埔駅         | A線は高雄団管区まで延長運転。二段運賃。 |
| 五福幹線（50）         | 東南客運 | 建軍站 - 鼓山フェリー乗り場 |                                         |
| 覚民幹線（60）         | 高雄客運 | 夢裡活動中心 - 二芸術特区   | 二段運賃                                |
| 高雄市文化公車哈瑪星線 | 港都客運 | 西子湾駅 - 駁二芸術特区     | 月曜運休                                |

## 隣の駅
高雄捷運
■環状軽軌
真愛碼頭駅 C11 - 駁二大義駅 C12 - 駁二蓬萊駅 C13